# يوجين كوري
يوجين كوري (بالفرنسية: Eugène Curie)‏ طبيبة فرنسية، من مواليد 28 أغسطس 1827 في ميلوز (الراين الأعلى)، وتوفت في 25 فبراير 1910 في سوشو (أوت دو سين).